# Тимощук, Владимир Михайлович
Владимир Михайлович Тимощук (1923—1966) — сержант Рабоче-крестьянской Красной Армии, участник Великой Отечественной войны, Герой Советского Союза (1943).

## Биография
Владимир Тимощук родился в 1923 году в селе Харьковцы (ныне — Старосинявский район Хмельницкой области Украины). До войны работал слесарем Дальневосточного геологического управления. В 1941 году Тимощук был призван на службу в Рабоче-крестьянскую Красную Армию. С мая 1942 года — на фронтах Великой Отечественной войны.
К августу 1943 года гвардии сержант Владимир Тимощук был разведчиком гвардейской отдельной разведроты 28-й гвардейской стрелковой дивизии 53-й армии Степного фронта. Отличился во время Курской битвы. 3 августа 1943 года во время боёв под Белгородом он лично уничтожил вражеский пулемётный расчёт, а затем захватил мотоцикл противника и, подъехав на нём к немецким траншеям, уничтожил ещё более 20 солдат и офицеров противника, а также захватил пленного.
Указом Президиума Верховного Совета СССР от 1 ноября 1943 года гвардии сержант Владимир Тимощук был удостоен высокого звания Героя Советского Союза с вручением ордена Ленина и медали «Золотая Звезда».
После окончания войны Тимощук был демобилизован. Трагически погиб 7 мая 1966 года, похоронен в Уссурийске.
Был также награждён орденом Отечественной войны 1-й степени и рядом медалей.